# NGC 5842
NGC 5842 é uma galáxia  localizada na direcção da constelação de Boötes. Possui uma declinação de +21° 04' 13" e uma ascensão recta de 15 horas, 04 minutos e 52,1 segundos.
A galáxia NGC 5842 foi descoberta em 11 de Maio de 1882 por Édouard Jean-Marie Stephan.